# Cécile Verny Quartet

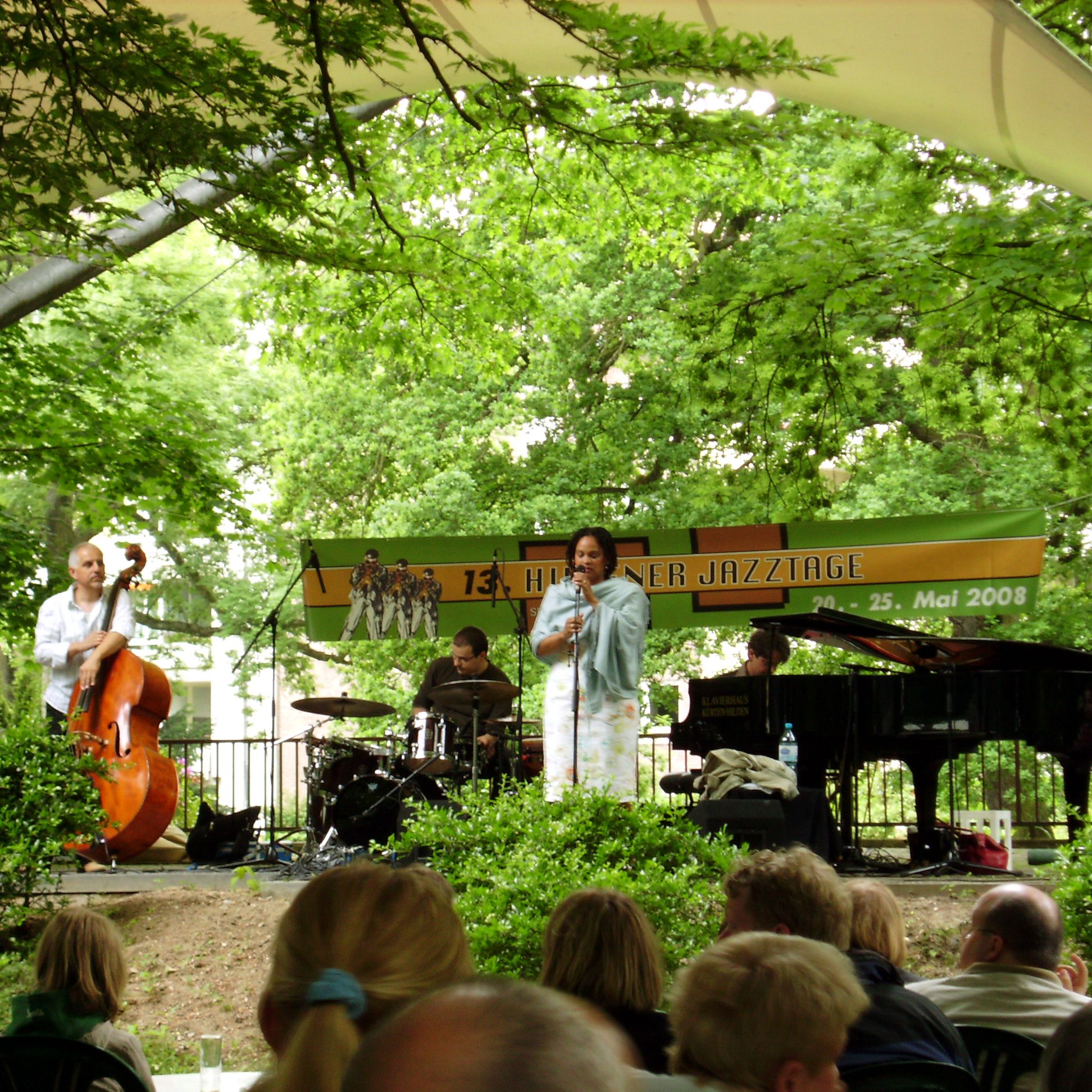
Cécile Verny Quartet bei den 13. Hildener Jazztagen am 22. Mai 2008 in Hilden

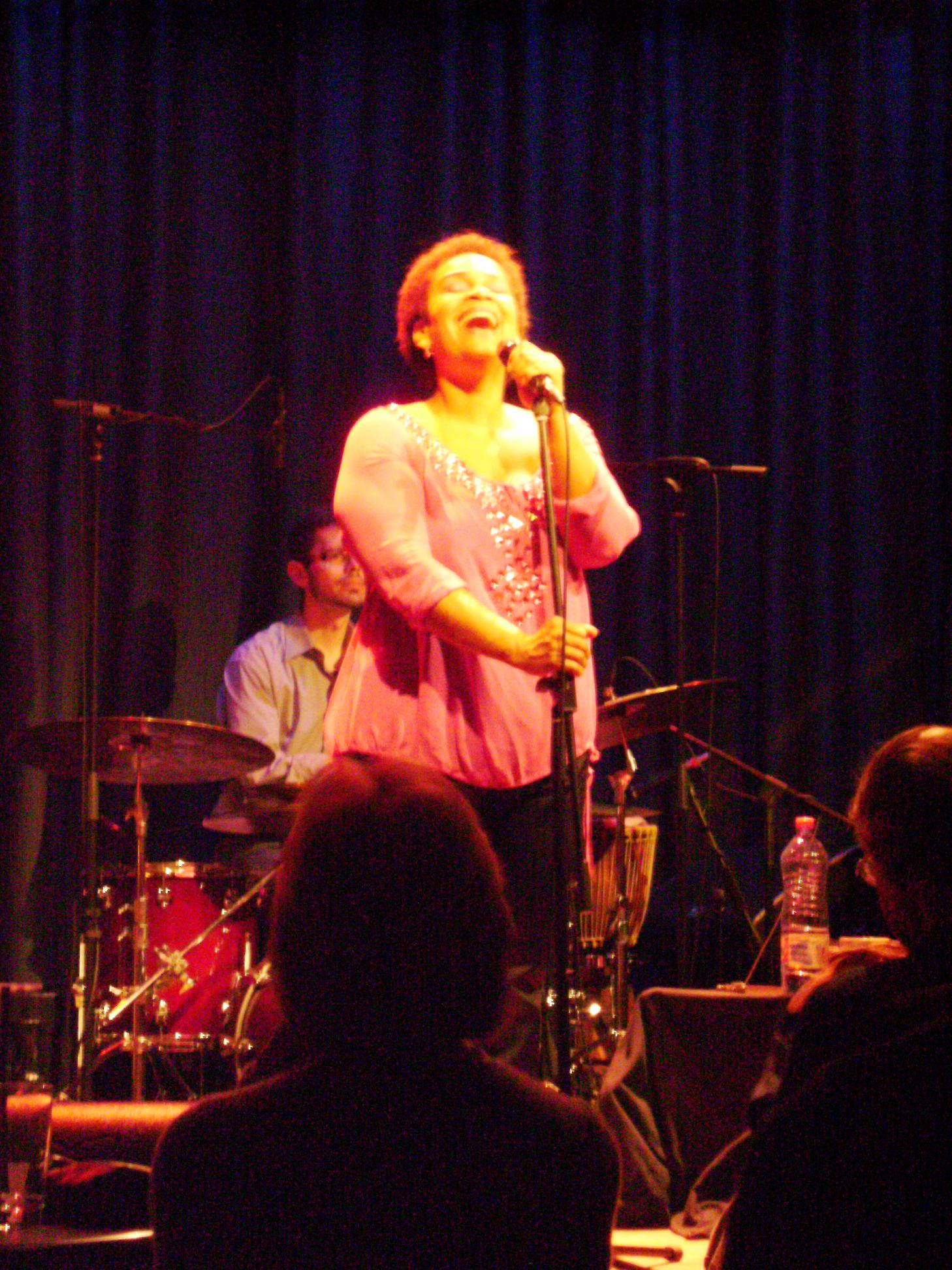
Cécile Verny in der Düsseldorfer Jazz-Schmiede am 2. Dezember 2011

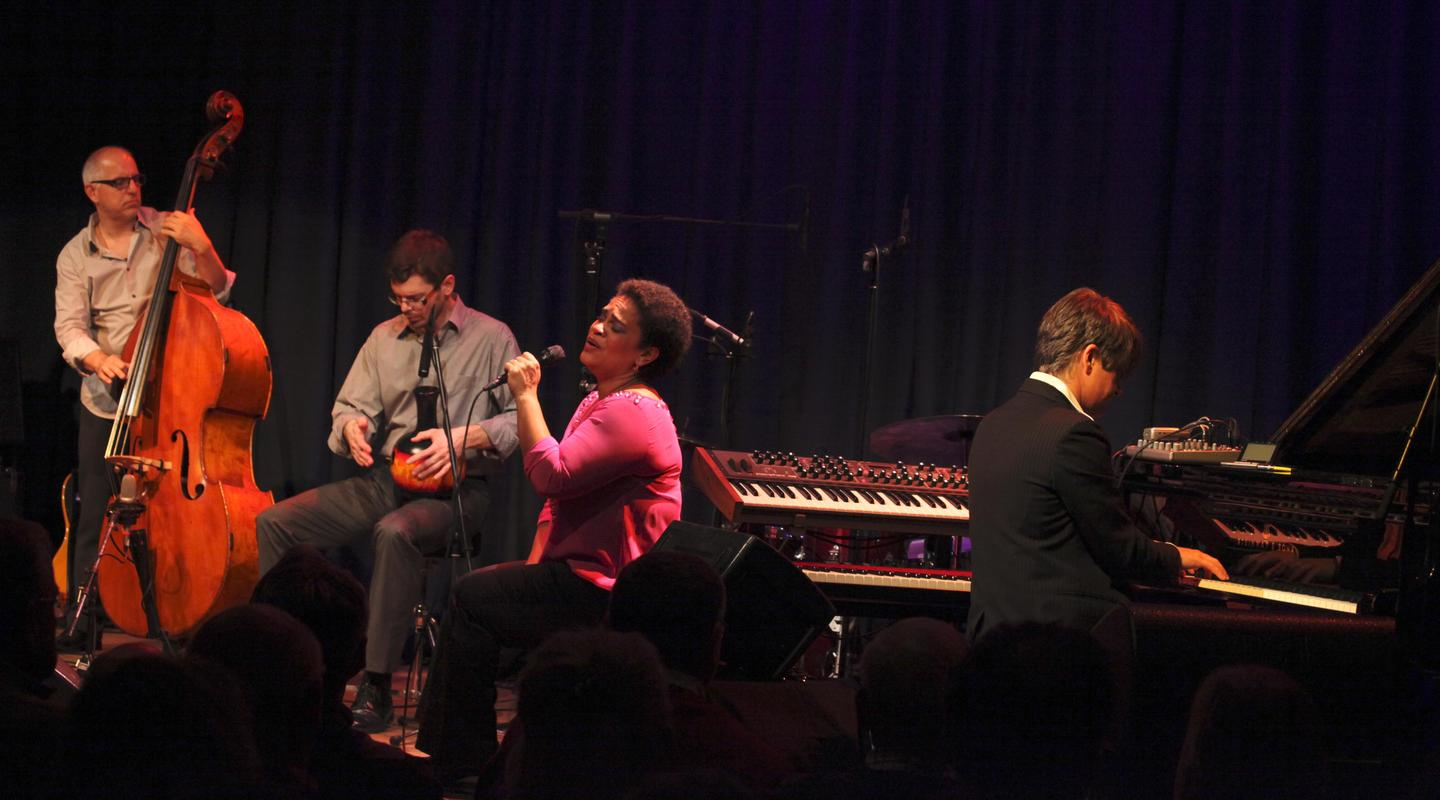
Das Quartett am 2. Dezember 2011 aus einer anderen Perspektive

Das Cécile Verny Quartet ist eine Jazz-Band aus Freiburg im Breisgau, die zahlreiche Auszeichnungen, wie zum Beispiel beim international bedeutenden Jazzfestival in Juan-les-Pins oder den Preis der deutschen Schallplattenkritik erhielt.
Frontfrau und Namensgeberin des Quartetts ist die in der Elfenbeinküste geborene und in Frankreich aufgewachsene Sängerin Cécile Verny. Begleitet wird sie von Bernd Heitzler am Bass, Andreas Erchinger am Piano/Synthesizer und Lars Binder am Schlagzeug (bis 2009 Torsten Krill). Seine Anfänge fand das Quartett 1987 in Straßburg.

## Musikalisches Profil
Afrikanische Wurzeln, französische Gesangstradition und Jazzgesang sind wichtige Quellen für die rhythmisch anregende Mischung aus Chanson, Scat-Gesang, Rock, Blues und Swing, die auf Französisch und Englisch vorgetragen werden. Für die CD European Songbook beschäftigte das Quartett angesehene Arrangeure, wie z. B. Michael Gibbs oder Carinne Bonnefoy.
Außer in Deutschland oder Frankreich fand die Musik des Quartetts auch in internationalen Jazzkreisen Beachtung, wie z. B. im US-amerikanischen Downbeat Magazin. Auf Einladung des Goethe-Instituts gastierte das Quartett in Marokko, Kenia, Südafrika und im Sudan.

## Diskografie
- Oazoo (1992)
- Patchwork (1995); Cécile Verny Quartet für Jazz D’Or
- Expressive Impressionen (1995); Cécile Verny Quartett live beim ZMF
- Coquelicot – melodie de vie (1997)
- Got a Ticket (1998)
- Métisse (1999)
- Kekeli (2002)
- Cécile Verny Quartet – live in Antibes (DVD, 2004)
- European Songbook (2005); Solo-CD Cécile Vernys mit erweiterter Besetzung[5]
- The Bitter and the Sweet (2006)
- Amoureuse (2008)
- Keep some secrets within (2010)
- Fear & Faith (2013)
- Memory Lane (2014)
- Of Moons and Dreams (2019)

## Auszeichnungen
- Prix des »Concours Vocal du Festival de Crest« (1992)
- Festival-Förder-Preis des internationalen Zelt-Musik-Festivals in Freiburg im Breisgau (1995)
- 1. Preis in der Kategorie Vocal Jazz und Grand Prix der Jury beim Jazz-Festival in Antibes/Juan-les-Pins (2003)
- Preis der deutschen Schallplattenkritik für The Bitter and The Sweet als „künstlerisch herausragende Neuveröffentlichung“ im Bereich Jazz (2. Quartal 2006)[2]
- Förderpreis des Reinhold-Schneider-Preises der Stadt Freiburg im Breisgau (2012)